# Une seconde vie

Une seconde vie (Mrs. Washington Goes to Smith) est un téléfilm américain réalisé par Armand Mastroianni et diffusé le 1er août 2009 sur Hallmark Channel.

## Synopsis
Après que son mari rompt avec elle pour une femme plus jeune, Alice Washington, une mère quadragénaire de deux enfants a décidé de terminer ses études à l'université de Smith. Elle et sa colocataire de 20 ans, Zoe Burns, partagent leurs expériences, leurs conflits et leur intérêt pour le professeur de poésie.

## Fiche technique
- Titre original : Mrs. Washington Goes to Smith
- Scénario : Susan Rice
- Durée : 89 minutes
- Pays :  États-Unis

## Distribution
- Cybill Shepherd (VF : Annie Sinigalia) : Alice Washington
- Corri English (en) (VF : Marie-Eugénie Maréchal) : Zoe Burns
- Jeffrey Nordling (VF : Bruno Magne) : le professeur Terry O'Neill
- Pat Crawford Brown (VF : Jocelyne Darche) : Helen
- Al Sapienza : Alvin Washington
- Nicole Dalton (VF : Anne O'Dolan) : Angie Washington
- Christopher Emerson : Gabe Martin
- Lee Garlington (VF : Mireille Delcroix) : Jane Burns
- Lucille Hansen : Lucille
- Tracey Costello : la coach Lucille Vakallos
- Emily Happe : Annika
- Alyce Heath : Carol
- Nathan Keyes (en) (VF : Romain Redler) : Alec Washington
- Carissa Koutantzis (VF : Sarah Marot) : Molly
- Valerie Landsburg : Noreen
- Lynne Moody (en) (VF : Laure Sabardin) : la principale Twineman
- Simone Moore : Shamika
- Michelle Ongkingco (en) : Angelica
- Jimmy Bridges (en) : l'arbitre de basket-ball
- XiXi Yang : une universitaire
- Cassie Fliegel (en) : une joueuse de basketball à Smith